# 東京ストーリーズ
『東京ストーリーズ』（とうきょうストーリーズ）は、フジテレビとアベクカンパニー（略称 AVEC・第1期のみ）制作のフジテレビの深夜帯であるJOCX-TV2で放送されたテレビドラマ。JTの一社提供。

## 概要
深夜にドラマを作りたいという企画から、『東京を舞台にした恋愛物』がテーマのオムニバスドラマとして製作された。
同時期に放送された『世にも奇妙な物語』の前身となった「奇妙な出来事」と同じく人気を誇り、以降深夜ドラマが続々誕生していく足がかり的な作品となり、深夜のドラマにしては後半になるにつれて豪華なキャスティングも実現した。また、脚本ではこのシリーズで脚本家デビューとなった三谷幸喜や水橋文美江などが参加している。
テーマ曲は杏里の「SURF & TEARS」のインスト版。

## サブタイトル
- 第1回『ロンググッドバイ』（1989年10月12日）
  - 出演：尾美としのり、河合美智子、網浜直子、三好圭一
- 第2回『恋とはどんなものかしら - 歌劇「フィガロの結婚」より』（1989年10月19日）
  - 出演：岡本舞（直子）、米山善吉（賢太郎）、東善智
- 第3回『純ちゃん&キリコ』（1989年10月26日）
  - 出演：西川弘志（原田純一朗）、藤井一子（山野霧子）、清水昭博（藤原ひろし）
- 第4回『モーニングコールガール』（1989年11月2日）
  - 出演：雑賀みか（亜紀子）、小谷ゆみ（道子）、平歩千佳
- 第5回『恋の一時間は孤独の千年』（1989年11月9日）
  - 出演：アパッチけん、水島かおり、古川聰
- 第6回『モテないオトコがモテル時』（1989年11月16日）
  - 出演：林家こぶ平、中島ひろみ、豊原功補
- 第7回『仁義なき純愛』（1989年11月23日）
  - 出演：野々村真、加藤美樹、平泉成
- 第8回『占う女 30分で燃えつきて…』（1989年11月30日）
  - 出演：高橋ひとみ、藤タカシ、美村未紀
- 第9回『た・か・こ』（1989年12月7日）
  - 出演：鹿取洋子（山辺たかこ）、吉満涼太（和気慎二）、郷田ほづみ（木下善雄）、片岡伸吾（孝一）
- 第10回『道玄坂〜ヴァージンロード』（1989年12月14日）
  - 出演：南渕一輝、森沢なつ子
- 第11回『プラチナ・ストーリー Platinum Story』（1990年1月11日）
  - 出演：柳葉敏郎、RIKACO、網浜直子
- 第12回『結婚記念日』（1990年1月18日）
  - 出演：広中雅志（浩）、奥田圭子（絵美）、山本竜二（ヤクザ風の男）、橋本杏子、伊藤清美
- 第13回『森川由加里 in 今夜はひとりでいたくない』（1990年1月25日）
  - 出演：森川由加里、宅麻伸、冨家規政
- 第14回『みつぐ君の幸福』（1990年2月1日）
  - 出演：柳沢慎吾、前田賀奈子
- 第15回『CHEAP LOVERS』（1990年2月8日）
  - 出演：有賀さつき（成田あつみ）、河野景子（羽田晶子）、石田純一（千早）、遠藤龍之介、坂元裕二、石原隆
- 第16回『一日遅れのバレンタイン』（1990年2月15日）
  - 出演：立花理佐、山口祥行、佐藤正行、浜野守孝、ルー大柴
- 第17回『君とひとつになりたい』（1990年2月22日）
  - 出演：新兵衛、美村末紀、小次郎
- 第18回『待つ女』（1990年3月1日）
  - 出演：可愛かずみ（水野優子(通称マリリン)）、浅見美那、南英二
- 第19回『愛しの宅配ピザ』（1990年3月8日）
  - 出演：土家里織、山口粧太、山口千恵美
- 第20回『ライ』（1990年3月15日）
  - 出演：速水典子（上杉恵美子）、関根信行（ライ少年）、小次郎
- 第21回『Roman Lenjitu ローマの前日』（1990年3月22日）
  - 出演：あめくみちこ、工藤正貴、阿部裕、まいど豊
- 第22回『きつねのお見合い』（1990年3月29日）
  - 出演：中村由真、山口健次、水橋和夫、東美江
- 第23回『言えなかった』（1990年4月9日）
  - 出演：沢田和美、竹内力、東善智
- 第24回『目を閉じておいでよ』（1990年4月16日）
  - 出演：勝俣州和（藤本優一）、水沢蛍（今井静香）、柳沢麻里、浅見小四郎（和彦）
- 第25回『走る女』（1990年4月30日）
  - 出演：藤井一子、三好圭一、松浦隆、近藤里枝
- 第26回『嘘つきは恋のはじまり』（1990年5月7日）
  - 出演：吉原緑里、山崎泰成、沖田龍一
- 第27回『フィアンセなんかを待ちながら』（1990年5月21日）
  - 出演：小川菜摘、福家美峰、金子真美
- 第28回『21時24分のアン・シャーリー』（1990年5月28日）
  - 出演：森尾由美（里美由香）、彦摩呂（矢野拓美）、土屋久美子（ゆみちゃんのママ）、渡辺正剛、大西智子
- 第29回『つかの間のラブストーリー』（1990年6月4日）
  - 出演：武田久美子、鼓太郎、青島健介、浅田みき、土屋久美子
- 第30回『私たちって、手がいのち』（1990年6月11日）
  - 出演：五島静、冨家規政、立原ちえみ
- 第31回『ショートピース』（1990年6月18日）
  - 出演：愛田美歩、桜金造、芳野亜梨沙
- 第32回『ダイナマナイト!』（1990年7月2日）　
  - 出演：自転車キンクリート（飯島早苗、吉利治美、池田貴美子、歌川椎子、柳橋りん、依田朋子、鈴木裕美、樋渡真司、岩渕吉秀、久松信美、徳井優）
- 第33回『二股をかけられた女たち!』（1990年7月9日）　
  - 出演：田中律子（レイ子）、船田幸（マキ）、水島新太郎（ヤスヒロ）、雅
- 第34回『土曜の朝に…』（1990年7月16日）　
  - 出演：勝村政信、岡本麻弥、京晋佑
- 第35回『おろしたての夫婦生活』（1990年7月23日）　
  - 出演：相原勇、石丸謙二郎、今村明美
- 第36回『When Lili met Gary』（1990年7月30日）　
  - 出演：サンドラ・リンドクイスト
- 第37回『少女Aより愛をこめて』（1990年8月6日）
  - 出演：裕木奈江（みい子）、北岡夢子（のぶ）、角田英介（おさむ）、岡安泰樹
- 第38回『ボーイミーツガール!!』（1990年8月13日）
  - 出演：勝俣州和、平賀雅臣、松原桃太郎、ルー大柴、河合美佐
- 第39回『黒服夏生』（1990年8月20日）
  - 出演：矢野泰二、五島等、RIKACO
- 第40回『大災難の街 東京』（1990年8月27日）
  - 出演：益岡徹、螢雪次朗
- 第41回『恋の熱帯低気圧』（1990年9月3日）
  - 出演：屋敷かおり（さよ子）、Z-BEAM（前田真之輔(宮沢)、阪田マサノブ(ヒロシ)）
- 第42回『バラ色の人生 LA VIE EN ROSE』（1990年9月10日）
  - 出演：千堂あきほ（神林のり子）、宇梶剛士（江島博）、大島智子、斉藤満喜子
- 第43回『とらぬ男の恋算用』（1990年9月17日）
  - 出演：伊藤かずえ、井上彩名、鈴木聖子、冨家規政
- 第44回『抱きしめるには近すぎて…』（1990年9月24日）
  - 出演：水島かおり（かおり）、勝村政信（まこと）

## ビデオ
1. 『東京ストーリーズ〜恋の熱帯低気圧〜編』
第1話「恋の熱帯低気圧」
第2話「バラ色の人生」
第3話「ダイナマナイト」
2. 『東京ストーリーズ〜抱きしめるには近すぎて…〜編』
第1話「二股をかけられた女たち」
第2話「少女Aより愛をこめて」
第3話「抱きしめるには近すぎて…」

## スタッフ
- 企画：石原隆、西本泰子
- 脚本：三谷幸喜、水橋文美江 他
- プロデューサー：阿部祐三
- 制作：フジテレビ、AVEC（第1期のみ）

## 備考
本作が千堂あきほのドラマデビュー作であるが翌年に出演した「東京ラブストーリー]が当たり役となったこともあってか、本作ではなく、こちら（東京ラブストーリー）がドラマデビュー作と言われるようになってしまっている。